# Gmina Bobowa
Die Gmina Bobowa ist eine Stadt-und-Land-Gemeinde im Powiat Gorlicki der Woiwodschaft Kleinpolen in Polen. Ihr Sitz ist die gleichnamige Stadt mit etwa 3100 Einwohnern.

## Geographie
Die Gemeinde liegt am Fuß der Niederen Beskiden. Zu den Gewässern gehört die Biała, die Vorgebirge Pogórze Rożnowskie im Westen und Pogórze Ciężkowickie trennt.

## Geschichte
Von 1975 bis 1998 gehörte die Gemeinde zur Woiwodschaft Nowy Sącz.

## Gemeinde
Zur Stadt-und-Land-Gemeinde (gmina miejsko-wiejska) gehören neben der namensgebenden Stadt folgende Dörfer mit einem Schulzenamt:
Brzana, Jankowa, Sędziszowa, Siedliska, Stróżna und Wilczyska.